# Алёшкинский археологический комплекс
Алёшкинский археологический комплекс — комплекс археологических памятников неолита, раннего железного века и славянских, находящийся в границах района Куркино (Москва), между бывшими деревнями Алёшкино, Путилково и Захарково, частично на месте нынешнего парка «Северное Тушино».

## История
В 1971 г. на берегу Химкинского водохранилища, краеведом Армяговым найдена стоянка неолитической Льяловской культуры, рубежа III и II тысячелетий до н. э. Эта стоянка получила название «Алёшкино-1», хотя находится она, собственно, у бывшего Захаркова, у залива напротив Северного речного вокзала. Была собрана коллекция ямочно-гребенчатой керамики и каменных орудий: скребков, наконечники стрел и дротиков, отщепов. Были найдены также каменные орудия и керамика фатьяновской культуры. Там же найдены керамика и орудия Дьяковской культуры, свидетельствующие, что в этой местности в I—III вв. н. э. было селение угро-финских племён. Верхние слои памятника содержат уже славянские предметы. Селище получило название «Алёшкино-1».
Эта стоянка находилась на берегу реки Химки. Севернее стоянки и селища, в нескольких сотнях метров от берега реки в районе нынешней ул. Фомичёвой, существовали две славянские курганные группы XI—XIII вв., разделённые между собой расстоянием 200 м. Курганы представляли собой насыпи до 4 м высотой и до 14 м в диаметре со значительными ямами в центре. Раскопки курганов предпринял в 1909—1910 князь Н. С. Щербатов, владелец соседнего Братцева и руководитель Исторического музея; отчёта он не оставил, известно только со слов местных жителей, что были найдены «человеческие и конские черепа, а также оружие и серьги в форме большого полумесяца» (очевидно, имеются в виду характерные для вятичей женские височные подвески).
У самой же деревни Алёшкино (у впадения реки Грачёвки, иначе Чернавки, в Химку, ныне Бутаковский залив Химкинского водохранилища) найдено славянское селище XII—XIII вв. Совместно с остатками позднесредневековых хозяйственных построек в Алёшкине (хозяйственный комплекс владений Никольского Греческого монастыря), эти памятники составляют Алёшкинский археологической комплекс. В 1998 они были взяты под охрану государства